# Przerwa Keelera

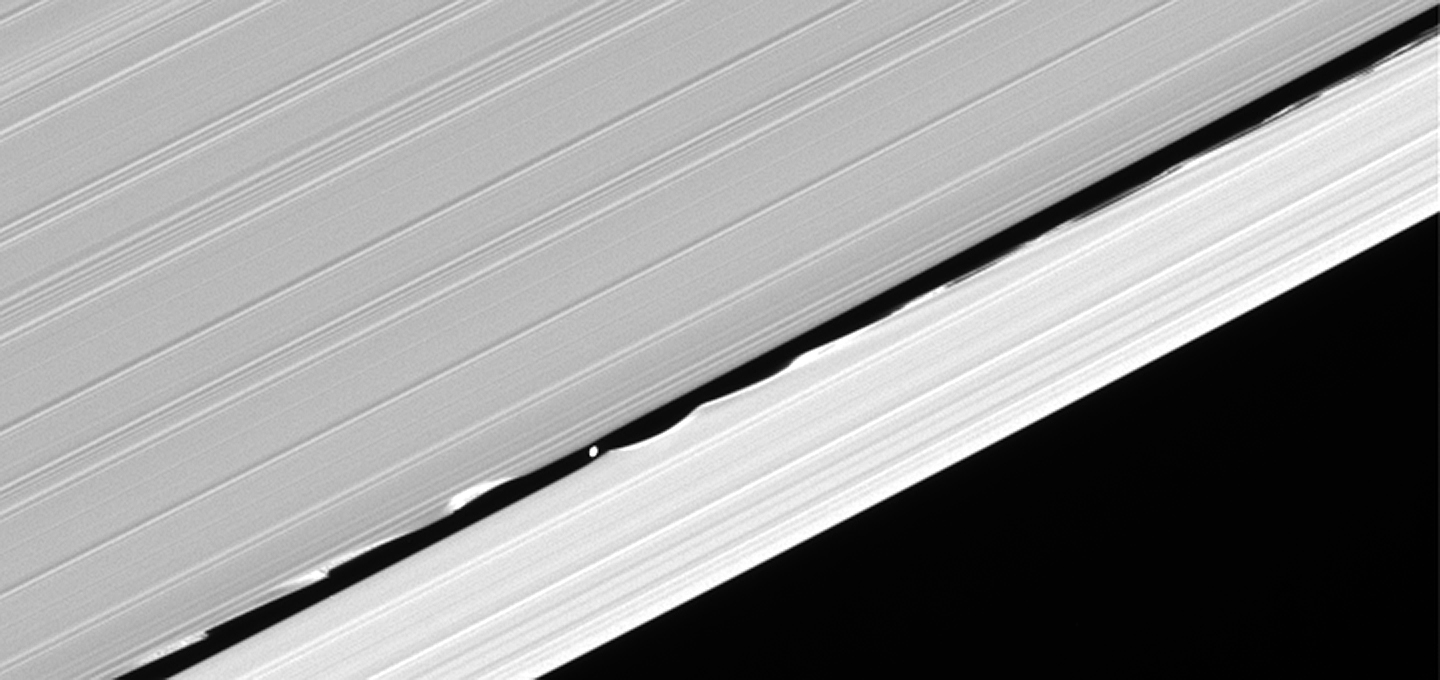
Przerwa Keelera w okolicy księżyca Daphnis, wyraźnie widoczne są tworzone przez niego fale.

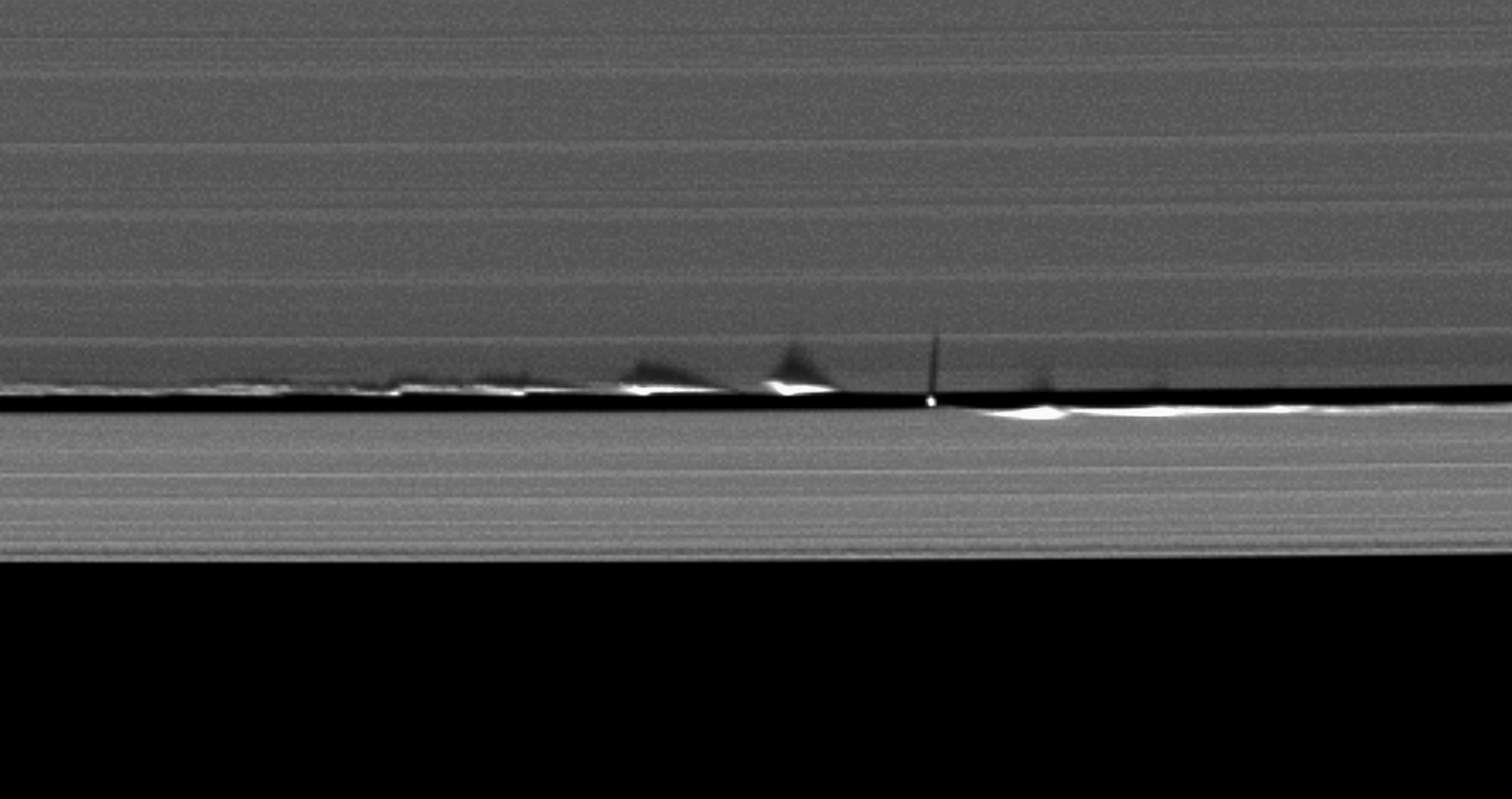
Zdjęcie wykonane podczas równonocy ukazuje cienie, rzucane przez księżyc i fale na krawędziach przerwy.

Przerwa Keelera – szczelina usytuowana w pobliżu zewnętrznej krawędzi pierścienia A Saturna. Jest to druga pod względem wielkości szczelina w tym pierścieniu po przerwie Enckego. Została ona odkryta przez sondę Voyager i nazwana na cześć amerykańskiego astronoma Jamesa E. Keelera, który w 1888 roku zaobserwował przerwę Enckego (choć niekoniecznie jako pierwszy).

## Charakterystyka
Przerwa Keelera ma 35–42 kilometry szerokości, jej centrum znajduje się w odległości 136 530 kilometrów od środka planety. Sonda Cassini ukazała fale gęstości po dwóch stronach przerwy, których obserwacja poprzedziła odkrycie małego księżyca. Satelita ten, nazwany Daphnis, krąży po orbicie lekko nachylonej do płaszczyzny pierścieni, wskutek czego pierścień A w pobliżu przerwy nie jest płaski. Zdjęcia wykonane w pobliżu równonocy na Saturnie pokazują, że fale na krawędziach przerwy Keelera wznoszą się nawet ok. 4 km ponad płaszczyznę pierścienia.